# Mavrični udav
Mavrični udav (Epicrates cenchria) je vrsta udava, ki v naravi živi v Srednji in Južni Ameriki.
Vrsta je poznana po iridescenčnem sijaju, ki nastane zaradi mikroskopske strukture lusk teh kač. Je priljubljena vrsta med teraristi.

## Opis
Mavrični udavi običajno dosežejo velikost med 1,5 in 1,8 metra, večji do 2 metrov. So oranžnorjave barve z vrsto oranžnih lis na hrbtni ter temnih na bočnih straneh (nekatere podvrste so lahko brez vzorca). Trebušna stran je popolnoma bela.
Glava je podolgovata, po njej potekajo temne vzdolžne črte. Okoli ust so razmeščene jamice s čutili za infrardeče toplotno sevanje.

## Razširjenost
Mavrični udav prebiva v tropskih gozdovih in traviščih. Najdemo ga v Argentini, Boliviji, Braziliji, Francoski Gvajani, Kolumbiji, Paragvaju, Surinamu, Trinidadu in Tobagu ter Venezueli. Področje razširjenosti se v različnih virih razlikuje tudi zaradi različne klasifikacije vrst oziroma podvrst.

## Vedenje
Mavrični udav je talna vrsta kače, ki pa tudi pleza po drevesih. Je nočna vrsta in se podnevi skriva.
Prehranjuje se z manjšimi vretenčarji, kot so glodavci in ptiči, kot tudi v vodi živeče živali in kuščarje. Toplokrven plen lahko zazna s čutilom infrardečega sevanja. Kot drugi udavi tudi mavrični udav ni strupen, temveč plen ubije s stiskanjem, s katerim prekine dotok krvi v možgane in druge organe.
Mavrični udavi so ovoviviparni, torej ne ležejo jajc, marveč se ta razvijejo v samici, ki nato skoti žive mladiče, običajno okoli 10 do 20 naenkrat. Mladiči so ob koncu razvoja obdani z membrano, ki se tik pred kotitvijo ali tik po njej predre. Že ob skotitvi so popolnoma razviti in neodvisni od matere.

## Kot domača žival
Zaradi svojih barv je mavrični udav priljubljena vrsta med rejci eksotičnih živali. V 80. in 90. letih so številne primerke odvzeli iz divjine, zlasti iz Surinama, medtem ko se jih danes velika večina skoti v ujetništvu. V terariju mavrični udavi potrebujejo dokaj visoko vlažnost (okoli 70 %) in temperaturo (okoli 27 °C podnevi in 21 °C ponoči), zaradi česar veljajo za srednje zahtevno vrsto. Mladi primerki so včasih napadalni zaradi prirojenega obrambnega nagona, vendar se ob rednem rokovanju praviloma umirijo.